# Heterusia fallax
Heterusia fallax är en fjärilsart som beskrevs av Max Joseph Bastelberger 1907. Heterusia fallax ingår i släktet Heterusia och familjen mätare. Inga underarter finns listade i Catalogue of Life.